# I fucilieri delle Argonne
I fucilieri delle Argonne (The Fighting 69th) è un film del 1940 diretto da William Keighley.
È un film di guerra statunitense con James Cagney, Pat O'Brien e George Brent. La trama si basa sulle gesta reali del 69º reggimento di fanteria di New York durante la prima guerra mondiale.

## Trama
Quando gli Stati Uniti decidono di intervenire nella prima guerra mondiale, molti giovani vanno ad arruolarsi. Tra questi Jerry Plunkett
(James Cagney), un lavativo di origini irlandesi. Fin dal corso di addestramento si rende antipatico agli occhi dei superiori e dei commilitoni. L'unica persona che lo difende è il cappellano militare Padre Duffy. 

Plunkett proclama coraggio da vendere, ma una volta in azione al fronte, con la sua codardia provoca la morte di numerosi compagni.
Processato, sta per essere fucilato, quando il caso fortuito gli offre l'occasione per riscattarsi dalla sua vigliaccheria.

## Produzione
Il film, diretto da William Keighley su una sceneggiatura di Norman Reilly Raine, Fred Niblo Jr. e Dean Riesner, fu prodotto da Louis F. Edelman per la Warner Bros. e girato nel Providencia Ranch a Hollywood Hills (Los Angeles), a San Diego e nei Warner Brothers Burbank Studios a Burbank, California, da fine settembre a fine ottobre 1939. Il titolo di lavorazione fu The Old 69th . John T. Prout, un irlandese americano, ex capitano nel reggimento e generale dell'esercito irlandese, ricoprì il ruolo di "consulente tecnico".

## Distribuzione
Il film fu distribuito con il titolo The Fighting 69th negli Stati Uniti dal 27 gennaio 1940. 

Ovviamente, in Italia è uscito dopo la fine della II guerra mondiale, nel 1950.

### Critica
Secondo il Morandini il film è "rivolto, con qualche melensaggine, alle minoranze etniche e religiose della popolazione USA" ed è caratterizzato da una regia "sobria". Secondo Leonard Maltin il film è un "racconto dal sapore forte ma gradevole" che può vantare eccelse caratterizzazioni e notevoli sequenze di battaglie.